# ヴィール・デーヴガン
ヴィール・デーヴガン（Veeru Devgan、1934年6月25日 - 2019年5月27日）は、インドのヒンディー語映画で活動したアクション監督。息子は俳優のアジャイ・デーヴガン。

## 人物
アムリトサルのデーヴガン家出身で、1968年にヴィーナと結婚してアジャイ・デーヴガンを含めて3人の息子をもうけた。これまでに『Mr. Natwarlal』『Ek Khiladi Bawan Pattey』『Phool Aur Kaante』『Jigar』『Dil Kya Kare』『Ram Teri Ganga Maili』など200本以上の映画にアクション監督として参加し、1999年にはアジャイ・デーヴガン、アミターブ・バッチャン、マニーシャ・コイララ、スシュミタ・センが出演した『Hindustan Ki Kasam』で監督デビューしている。
公の場に姿を見せたのは2019年2月に行われたアジャイ・デーヴガン主演作『Total Dhamaal』の試写会が最後であり、その後は体調が悪化して呼吸困難に陥り、ムンバイのサンタクルズにあるスーリヤ病院に入院したが心停止状態に陥り、同年5月27日に死去した。彼の葬儀は同日午後6時にムンバイ市内で執り行われた。

## 受賞歴
| 年                   | 部門                 | 作品                 | 結果                 | 出典                 |
| ジー・シネ・アワード | ジー・シネ・アワード | ジー・シネ・アワード | ジー・シネ・アワード | ジー・シネ・アワード |
| -------------------- | -------------------- | -------------------- | -------------------- | -------------------- |
| 1998年               | アクション賞         | 『Ishq』             | ノミネート           |                      |
| 2016年               | 生涯功労賞           | N/A                  | 受賞                 | [ 8 ]                |